# Daniel Halévy
Daniel Halévy (París, 12 de diciembre de 1872-íd., 4 de febrero de 1962) fue un historiador francés, hermano del también historiador y politólogo Élie Halévy.

## Vida
Era hijo del libretista de ópera Ludovic Halévy, de origen judío, aunque protestante como su esposa. Estudió en el Liceo Condorcet, donde se hizo amigo de Marcel Proust, y después estudió en la Escuela de lenguas orientales. Colaboró en Cahiers de la Quinzaine de Charles Péguy entre 1903 et 1910, y en la revista Pages Libres de 1901 a 1909, al lado de Charles Guieysse. Dirigió la colección de los Cahiers verts / Cuadernos verdes en Éditions Grasset de 1921 a 1937.
Los historiadores sociales han reconocido a Halévy por su Essai sur l'accélération de l'histoire / Ensayo sobre la aceleración de la historia. Escribió además un libro, Degas parle... (publicado en inglés con el título de My Friend Degas, en 1964), basado en los apuntes de su diario desde cuando era adolescente hasta los veinte años.  El libro fue revisado y terminado cuando contaba alrededor de 80 años. El pintor impresionista Edgar Degas era amigo íntimo de su padre Ludovic y también amigo de la familia. También escribió ensayos sobre figuras como Nietzsche o Michelet, entre otros. Próximo a Georges Sorel, fue gracias a sus ánimos que este último se decidió a editar en forma de libro sus célebres Réflexions sur la violence / Reflexiones sobre la violencia, (1908). 
A pesar de su posición inicial a favor de Dreyfus, se convirtió más tarde en derechista. Se radicalizó aún más tras la crisis del 6 de febrero de 1934, que le hizo perder su confianza en las instituciones parlamentarias y declararse de extrema derecha. Tras la elección del Frente Popular en España en 1936 y la subsecuente guerra civil (1936-39), se siguió radicalizando. A pesar de que personalmente aborrecía el fascismo italiano y el nacionalsocialismo alemán, pasó a apoyar al mariscal Philippe Pétain y el régimen de Vichy. Después, en 1949, fue elegido miembro de la Academia de Ciencias Morales y Políticas y colaboró ocasionalmente en el Courrier Français (1948-1950). Falleció a edad avanzada en 1962.

## Obras
- La Fin des notables, Grasset, 1930.
- Décadence de la liberté, 1931.
- La République des Comités, essai d'Histoire contemporaine (1895-1934), Grasset, La Cité française, 1934.
- Visites aux paysans du Centre, Grasset, 1935.
- La République des Ducs, Grasset, 1937.
- Pour l'étude de la Troisième République, Grasset, 1937.
- Trois épreuves : 1814 - 1871 - 1940, Plon, 1941.
- Essai sur l'accélération de l'histoire, Paris, éditions Self, 1948.
- Vauban, Grasset, 1923.
- Pays parisiens, 1932, escritos autobiográficos.
- Péguy.
- Michelet, 1928.
- Charles Péguy et les Cahiers de la Quinzaine, Payot & Cie, Paris, 1918.
- Essai sur le mouvement ouvrier en France, Paris, Société nouvelle de Librairie et d'Édition, 1901.
- Histoire de quatre ans, 1997-2001 (roman d'anticipation) (préf. Frédéric Rouvillois, édité d'abord aux Cahiers de la Quinzaine (1903)), éditions Kimé, 1997.
- La Vie de Friedrich Nietzsche, Paris, Calmann-Lévy, 1909.
- Luttes et problèmes - (Apologie pour notre passé - Un épisode - Histoire de quatre ans), Paris, Rivière, 1912.
- La Jeunesse de Proudhon, Moulins, Cahiers du Centre, 1912.
- Quelques nouveaux Maîtres, Moulins, Cahiers du Centre, 1914.
- Le Président Wilson. Étude sur la démocratie américaine, Paris, Payot, 1918.
- Histoire d'une histoire esquissée pour le troisième Cinquantenaire de la Révolution française, Grasset, 1939.
- Degas parle.... (1960), traducido al inglés como My Friend Degas (1964)
- L'Europe brisée, journal et lettres (1914-1918), éd. Sébastien Laurent, Paris : éd. de Fallois, 1998.